# Famille Ayissi Ntsama
Pour les articles homonymes, voir Ayissi (homonymie).
La famille Ayissi Ntsama est une famille camerounaise d'ethnie Boulou. Elle a donné des sportifs, une miss et des artistes à la république du Cameroun,,.

## Personnalités
- Ayissi Le Duc, artiste
- Chantal Ayissi, chanteuse
- Imane Ayissi, mannequin et styliste
- Jean-Baptiste Ayissi Ntsama, boxeur
- Julienne Honorine Eyenga Fouda, première miss Cameroun